# Jeremy Summers
Jeremy Summers (St. Albans, 18 de agosto de 1931-Welwyn Garden City, 14 de diciembre de 2016) fue un director de cine y televisión británico, conocido por dirigir series de televisión como El Santo y películas como Five Golden Dragons, La casa de las mil muñecas y The Vengeance of Fu Manchu.

## Primeros años
Nacido en St. Albans en 1931, Summers nació en una familia de tradición teatral y su padre Walter Summers (1896-1973) fue director de cine y guionista.

## Carrera
Al comienzo de su carrera, Summers trabajó como corredor y luego como asistente de dirección en películas como The Dam Busters (1955) con Michael Anderson y Moby Dick (1956) con John Huston.
Summers se convirtió en director con la película de apoyo Depth Charge (1960), cuyo guion también coescribió, pero inmediatamente centró su atención en la televisión y dirigió episodios de Desert Hi-Jack, Interpol Calling y cuatro episodios de International Detective entre 1960 y 1961.
Siguió una secuencia de largometrajes, el vehículo cinematográfico de Tony Hancock The Punch and Judy Man, Crooks in Cloisters (1964) con Ronald Fraser y Barbara Windsor, Dateline Diamonds (1965) protagonizada por William Lucas y Kenneth Cope, así como el largometraje de Gerry and the Pacemakers Ferry Cross the Mersey (1965). Mientras tanto, continuó en televisión con Man of the World y, en 1965, episodios de Court Martial, Gideon's Way y la película San Ferry Ann.
En 1966, Summers dirigió episodios de Danger Man; también dirigió unos 12 episodios de El Santo de 1964 a 1966. Los episodios de El Santo que Summers filmó incluyen «The Lawless Lady», «The Death Penalty» y «The Unkind Philanthropist» (1964), «The Abducters» (1965) y «The Man Who Liked Lions» (1966).
Esto fue seguido en 1967 por The Baron y varias películas extranjeras de ese año The Vengeance of Fu Manchu, Five Golden Dragons y La casa de las mil muñecas para Harry Alan Towers. También dirigió un episodio de Man in a Suitcase en 1968.
En 1969, todavía bajo contrato con ITC, Summers dirigió varios episodios de la popular serie Randall and Hopkirk (Deceased), trabajando con los actores Mike Pratt, Kenneth Cope y Annette Andre. En la década de 1970, Summers dirigió dos episodios de UFO y varios de The Protectors, siendo ambas series de Gerry Anderson. Otros créditos como director incluyen a Jason King (1971–72), Boy Dominic (1974) y la secuela de El Santo Return of the Saint (1978, esta versión con Ian Ogilvy como Simon Templar). También dirigió películas para Children's Film Foundation, incluida Sammy's Super T-shirt.
Durante la década de 1980, dirigió múltiples episodios de dramas para la BBC y la televisión independiente, incluidos Tenko (1982–84), Strangers and Brothers, Big Deal (1985–86), All Creatures Great and Small (1988), Howard's Way (1989–90), y Hannay (1988, con Robert Powell como Richard Hannay).
En la década de 1990 dirigió muchos episodios de las soap operas Coronation Street, Emmerdale y Brookside (incluidas las películas derivadas The Lost Weekend, Friday the 13th y Double Take!) antes de retirarse en 2001. Mientras estaba en Brookside, también dirigió la función del Liverpool FC The Last Night of the Kop, que conmemora la última vez que se usó la grada de fútbol antes de que Anfield se convirtiera en un estadio para todos los asientos.